# 徳大寺
徳大寺（とくだいじ）は、東京都台東区上野4丁目アメヤ横丁のほど近くにある日蓮宗の寺院。山号は妙宣山。本尊は大曼荼羅。開運摩利支天を祀ることから下谷摩利支天（したやまりしてん）とも呼ばれる。旧本山は大本山中山法華経寺。親師法縁。

## 歴史
創建年代は不明だが、伝承では江戸時代前期の承応2年（1653年）に示寂した日遣によって開山されたとものという。京都本法寺の日達が下総国中山（現在の千葉県市川市）の法華経寺へ赴く際に聖徳太子作と伝えられる摩利支天像を感得、これが宝永5年（1708年）にこの寺に安置され、以後江戸における流行仏のひとつとして庶民の信仰を集めた。

## 下谷摩利支天
徳大寺に奉置される摩利支天像の姿は、左手をかかげ、右手に剣を持ち、走るイノシシの上に立つものである。元来、厄を除き運を開く勝利の守護神であり、武士や芸道者に多く信仰を集めた。その由来から武人の誉れ高い神を祀る寺として、戦前においての徳大寺は半ば神社並みの寺風を擁していた。この摩利支天像は関東大震災や東京大空襲などの災厄でも焼失を免れており、現在でも厄を祓う守護神として幅広く信仰されている。

## アクセス
- JR山手線 御徒町駅より徒歩2分（経路案内）。
- 都営地下鉄大江戸線 上野御徒町駅
- 東京メトロ銀座線 上野広小路駅
- 東京メトロ日比谷線 仲御徒町駅